# Nicoamen River
Der Nicoamen River ist ein 20 km langer linker Nebenfluss des Thompson River im Süden der kanadischen Provinz British Columbia. 

## Flusslauf
Der Nicoamen River entspringt in der Nördlichen Kaskadenkette südwestlich des 2043 m hohen Zakwaski Mountain. Er fließt in überwiegend nördlicher Richtung durch den äußersten Norden der Nördlichen Kaskadenkette. Er mündet schließlich in den Thompson River, etwa 15 km oberhalb dessen Mündung in den Fraser River bei Lytton.

## Geschichte
Die Mündung des Nicoamen in den Thompson ist der Ort eines der Ereignisse, die den Fraser-Canyon-Goldrausch von 1858–1860 auslöste, als die Nlaka'pamux dieser Region und mit weißen Goldsuchern zu einem Palaver zusammentrafen.